# 波士顿大学法学院

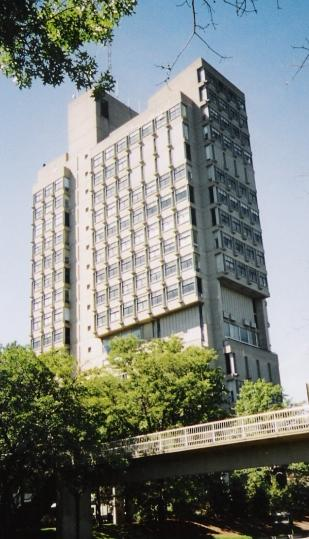
法学院大楼

波士顿大学法学院（Boston University School of Law，简称 BU Law）
是一所自1872年起在美国马萨诸塞州波士顿创设的法学院，附属于波士顿大学。
该学院在《美国新闻与世界报道》的法学院排名里被评为第20名。